# Diaphorus pruinosus
Diaphorus pruinosus är en tvåvingeart som beskrevs av Octave Parent 1930. Diaphorus pruinosus ingår i släktet Diaphorus och familjen styltflugor. Inga underarter finns listade i Catalogue of Life.